# Brian Boogers
Brian Boogers (Veldhoven, 3 augustus 1991) is een Nederlands voetballer die bij voorkeur als centrale spits speelt. Hij verruilde in 2017 Achilles '29 voor UNA waarvoor hij ook al eerder speelde.

## Carrière
Boogers begon met voetballen bij UNA. Hier werd hij gescout door Willem II maar werd hij uiteindelijk niet goed genoeg bevonden, waarna hij terugkeerde naar UNA. In 2009 debuteerde hij als 18-jarige in het eerste elftal. Met UNA speelde hij drie seizoenen in de Topklasse en werd hij alle drie de keren topscorer met respectievelijk 14 (2011/12), 18 (2013/14) en weer 18 (2014/15) doelpunten. In 2015 verruilde hij UNA voor een kans in het betaald voetbal, bij Achilles '29. Op 7 augustus debuteerde hij in de thuiswedstrijd tegen Jong Ajax (2-1) maar wist hij niet te scoren. In de winterstop van het seizoen 2016/17 werd Boogers samen met vier teamgenoten teruggezet naar het tweede team. Vervolgens maakte hij het seizoen op huurbasis af in de Tweede divisie bij zijn oude club UNA. In de zomer van 2017 keerde hij definitief terug bij UNA.

## Statistieken
| Seizoen                      | Club           | Land           | Competitie     | Competitie | Competitie | Beker | Beker | Totaal | Totaal |
| Seizoen                      | Club           | Land           | Competitie     | Wed.       | Dlp.       | Wed.  | Dlp.  | Wed.   | Dlp.   |
| ---------------------------- | -------------- | -------------- | -------------- | ---------- | ---------- | ----- | ----- | ------ | ------ |
| 2015/16                      | Achilles '29   | Nederland      | Eerste divisie | 32         | 5          | 3     | 1     | 35     | 6      |
| 2016/17                      | Achilles '29   | Nederland      | Eerste divisie | 15         | 1          | 1     | 1     | 16     | 2      |
| Carrièretotaal               | Carrièretotaal | Carrièretotaal | Carrièretotaal | 47         | 6          | 4     | 2     | 51     | 8      |
| Bijgewerkt op 8 januari 2016 |                |                |                |            |            |       |       |        |        |